# Венецуела на Светском првенству у атлетици на отвореном 2019.
Венецуела је учествовала на 17. Светском првенству у атлетици на отвореном 2019. одржаном у Дохи од 27. септембра до 6. октобра петнаести пут. Није учествовала 1993 и 2005. године. Репрезентацију Венецуеле представљало је 8 учесника (3 мушкарца и 5 жена) који су се такмичили у 9 дисциплина (4 мушке и 5 женских).,
На овом првенству Венецуела је по броју освојених медаља делила 17. место са 1 освојеном медаљом (злато). У табели успешности према броју и пласману такмичара који су учествовали у финалним такмичењима (првих 8 такмичара) Венецуела је са 2 учесника у финалу делила 36. место са 10 бодова.
| Плас. | Земља     | 1. место | 2. место | 3. место | 4. место | 5. место | 6. место | 7. место | 8. место | Бр. фин. | Бод. |
| ----- | --------- | -------- | -------- | -------- | -------- | -------- | -------- | -------- | -------- | -------- | ---- |
| =36.  | Венецуела | 1        | 0        | 0        | 0        | 0        | 0        | 1        | 0        | 2        | 10   |

## Учесници
| Мушкарци: - Лусирио Гаридо — 800 м, 1.500 м - Ричард Варгас — 20 км ходање - Georni Jaramillo — Десетобој | Жене: - Андреа Пурика — 100 м - Хенесис Ромеро — 100 м препоне - Робеилис Пеинадо — Скок мотком - Јулимар Рохас — Троскок - Ахимара Еспиноза — Бацање кугле |  |

## Освајачи медаља (1)

### злато (1)
- Јулимар Рохас — Троскок

## Резултати

### Мушкарци
| Атлетичар      | Дисциплина   | Лични рекорд | Квалификације | Квалификације | Полуфинале           | Полуфинале           | Финале               | Финале            | Детаљи |
| Атлетичар      | Дисциплина   | Лични рекорд | Резултат      | Место         | Резултат             | Место                | Резултат             | Место             | Детаљи |
| -------------- | ------------ | ------------ | ------------- | ------------- | -------------------- | -------------------- | -------------------- | ----------------- | ------ |
| Лусирио Гаридо | 800 м        | 1:46,02      | 1:46,89       | 5. у гр. 1    | Није се квалификовао | Није се квалификовао | Није се квалификовао | 30 / 44 (46)      |        |
| Лусирио Гаридо | 1.500 м      | 3:45,08      | 3:52,93       | 15. у гр. 1   | Није се квалификовао | Није се квалификовао | Није се квалификовао | 43 / 43 (45)      |        |
| Ричард Варгас  | 20 км ходање | 1:22:10      |               |               |                      |                      | Није завршио трку    | Није завршио трку |        |

#### Десетобој
| Дисциплина    | Georni Jaramillo | Georni Jaramillo | Georni Jaramillo | Georni Jaramillo | Georni Jaramillo | Georni Jaramillo |
| Дисциплина    | Лич. рек.        | Резултат         | Бод.             | Плас.            | Укупно           | Плас.            |
| ------------- | ---------------- | ---------------- | ---------------- | ---------------- | ---------------- | ---------------- |
| 100 м         | 10,66            | 10,88            | 888              | 11.              | 888              | 11.              |
| Скок удаљ     | 7,71             | 7,47             | 927              | 7.               | 1.815            | 7.               |
| Бацање кугле  | 16,10            | 15,42            | 816              | 3.               | 2.631            | 6.               |
| Скок увис     | 1,90             | БП               | 0                |                  | 2.631            | 22.              |
| 400 м         | 47,92            | 48,66 ЛРС        | 877              | 10.              | 3.508            | 21.              |
| 110 м препоне | 14,34            | 14,19 (.186)     | 950              | 7.               | 4.458            | 20.              |
| Бацање диска  | 46,78            | 44,00            | 746              | 17.              | 5.204            | 20.              |
| Скок мотком   | 4,60             | 4,40 ЛРС         | 731              | 19.              | 5.935            | 20.              |
| Бацање копља  | 63,61            | 58,15            | 710              | 13.              | 6.645            | 18.              |
| 1500 м        | 4:45,94          | НЗ               | 0                |                  | 6.645            | 19.              |
| Десетобој     | 8.048 НР         |                  |                  |                  | 6.645            | 19 / 19 (24)     |

### Жене
| Атлетичарка      | Дисциплина    | Лични рекорд | Квалификације   | Квалификације | Полуфинале            | Полуфинале            | Финале                | Финале       | Детаљи |
| Атлетичарка      | Дисциплина    | Лични рекорд | Резултат        | Место         | Резултат              | Место                 | Резултат              | Место        | Детаљи |
| ---------------- | ------------- | ------------ | --------------- | ------------- | --------------------- | --------------------- | --------------------- | ------------ | ------ |
| Андреа Пурика    | 100 м         | 11,24 НР     | 11,96           | 7. у гр. 1    | Нису се квалификовале | Нису се квалификовале | Нису се квалификовале | 42 / 47      |        |
| Хенесис Ромеро   | 100 м препоне | 12,97        | 13,14 (.140) КВ | 4. у гр. 1    | Нису се квалификовале | Нису се квалификовале | Нису се квалификовале | 44 / 36 (38) |        |
| Робеилис Пеинадо | Скок мотком   | 4,70 НР      | 4,60 КВ         | 5. у гр. Б    |                       |                       | 4,70 НР, ЛР           | 31 / 31 (32) |        |
| Јулимар Рохас    | Троскок       | 15,41 НР     | 14,31 КВ        | 1. у гр. Б    | 15,37                 |                       |                       |              |        |
| Ахимара Еспиноза | Бацање кугле  | 18,19        | 16,89           | 14. у гр. А   | Није се квалификовала | 27 / 27               |                       |              |        |